# Epinephelus chlorocephalus
Epinephelus chlorocephalus är en fiskart som först beskrevs av Valenciennes, 1830.  Epinephelus chlorocephalus ingår i släktet Epinephelus och familjen havsabborrfiskar. IUCN kategoriserar arten globalt som otillräckligt studerad. Inga underarter finns listade i Catalogue of Life.